# Grenada na Letnich Igrzyskach Olimpijskich Młodzieży 2010
Grenadę na Letnich Igrzyskach Olimpijskich Młodzieży w Singapurze w 2010 reprezentowało 6 sportowców w 3 dyscyplinach.

## Skład kadry

### Boks
- Kandel Dowden

### Lekkoatletyka
- Lucy Nasha Fortune
- Nickhelia Eudora Atida John
- Lindon Kellon Toussaint

### Pływanie
- Richard Francis Regis
  - 50 m. st. dowolnym - 40. miejsce w kwalifikacjach (27.39)
  - 100 m. st. dowolnym - 52. miejsce w kwalifikacjach (1:02.69)
- Ayesha Marie Noel
  - 50 m. st. dowolnym - 48. miejsce w kwalifikacjach (30.96)
  - 200 m st. grzbietowym - 32. miejsce w kwalifikacjach (2:42.60)